# Trypeticus hielkemaorum
Trypeticus hielkemaorum är en skalbaggsart som beskrevs av Kanaar 2003. Trypeticus hielkemaorum ingår i släktet Trypeticus och familjen stumpbaggar. Inga underarter finns listade i Catalogue of Life.